# Billabong Surf Trip
Billabong Surf Trip é um videojogo de surf criado pela Biodroid lançado para iOS em outubro de 2010 e para Android em janeiro de 2012. O jogo consiste em apanhar as melhores ondas em 15 praias por todo o mundo, selecionadas por Billabong Pro Surfers.